# Lasiopezus variegator
Lasiopezus variegator là một loài bọ cánh cứng trong họ Cerambycidae.